# Carmen Miranda

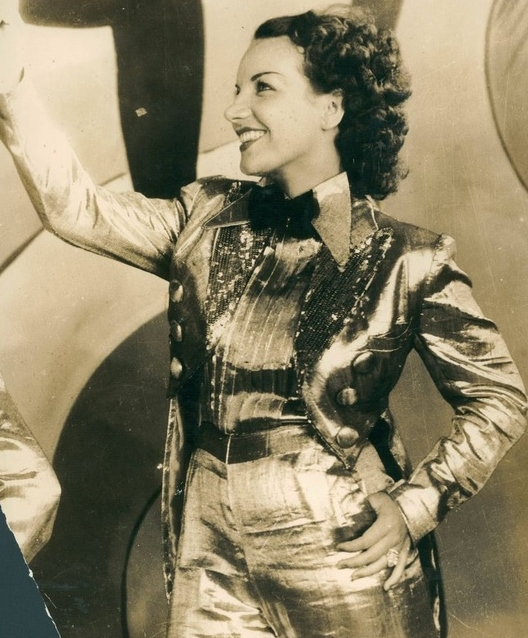
Carmen Miranda im Film Alô, Alô Carnaval (1935)

Carmen Miranda (anhörenⓘ, * 9. Februar 1909 in Marco de Canaveses, Portugal; † 5. August 1955 in Beverly Hills, USA; eigentlich Maria do Carmo Miranda da Cunha) war eine portugiesisch-brasilianische Sängerin und Schauspielerin. Sie machte ihren Tutti-Frutti-Hut (Tutti-Frutti Hat) weltbekannt. Ihren Spitznamen „Carmen“ erhielt Maria nach der gleichnamigen Hauptfigur aus Georges Bizets Oper Carmen.

## Leben
Maria do Carmo Miranda da Cunha wurde als zweites von sechs Kindern von José Maria Pinto da Cunha in Portugal geboren. Ehe Maria zwei Jahre alt war, zog die Familie nach Brasilien und ließ sich in Rio de Janeiro nieder. Im Alter von fünfzehn Jahren begann Maria do Carmo in einem Modegeschäft als Hutmacherin zu arbeiten. Schon bald danach machte sie sich mit ihren erworbenen Kenntnissen in diesem Bereich erfolgreich selbständig.
1926 machte sie in kleinen Rollen ihre ersten Erfahrungen als Schauspielerin, sang 1928 das erste Mal im Radio und nahm 1929 ihre erste Schallplatte mit dem Samba Samba não vá sim’bora und dem Choro Se o samba é moda auf. Mit der Komposition Taí von Joubert de Carvalho begann in den 1930er Jahren ihre erfolgreiche Karriere in Brasilien. Sie sang, begleitet von der Gruppe Bando da Lua, die bekanntesten Kompositionen ihrer Zeit von Assis Valente und Ary Barroso. Ihren ersten kurzen Filmauftritt hatte sie 1933 als Carneval-Sängerin in dem Musical A Voz do Carnaval von Adhemar Gonzaga und Humberto Mauro. Es folgten viele Konzerte, Schallplattenaufnahmen und Filmrollen wie 1939 in Banana da Terra, in dem sie ihr berühmtes „Baiana-Kostüm“ trug und die Komposition O que é que a baiana tem? bekannt machte. Bei ihren Auftritten hatte sie manchmal Absätze von 18 cm Höhe an.

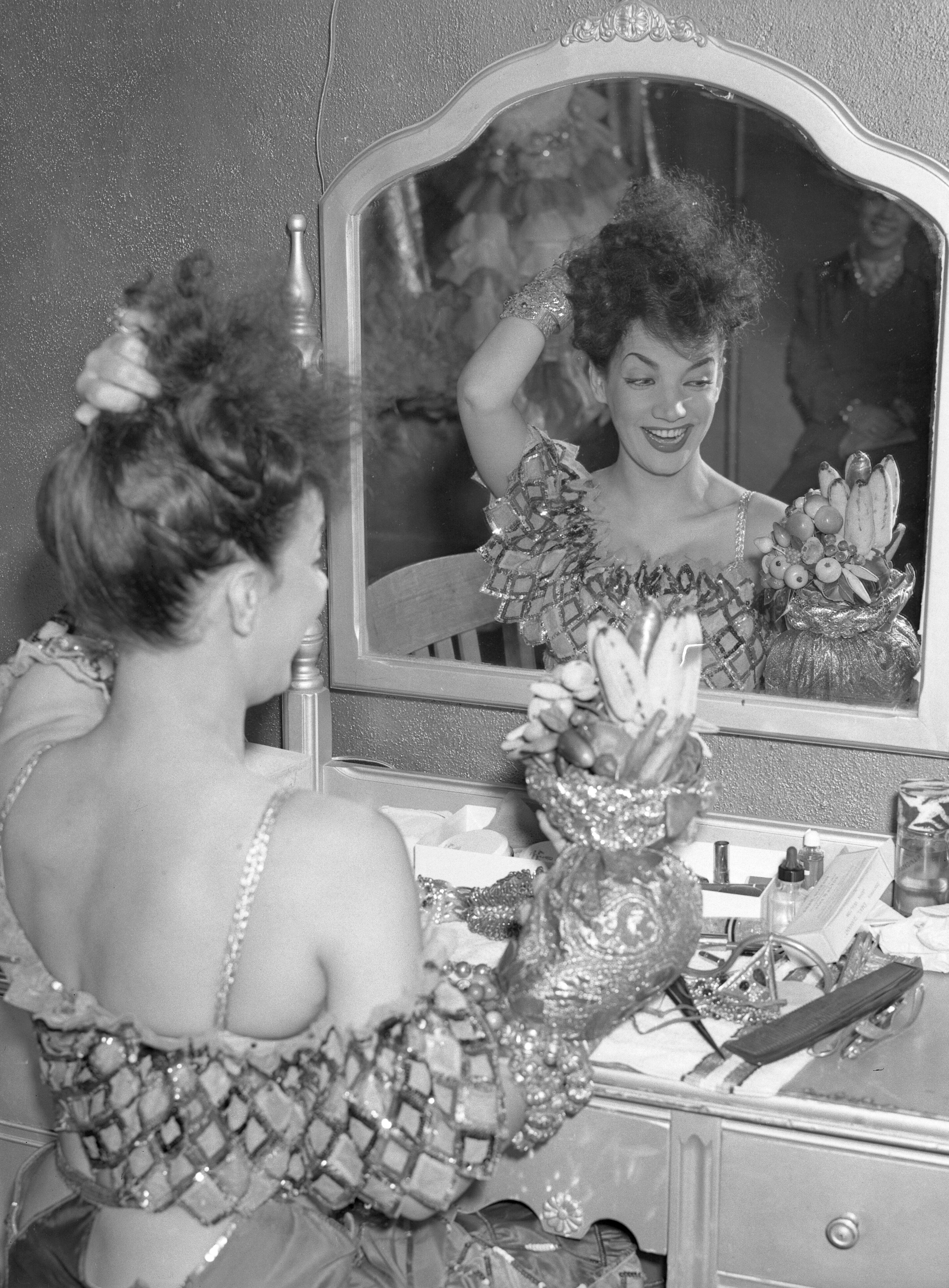
Carmen Miranda mit einem ihrer Obsthüte (um 1941)

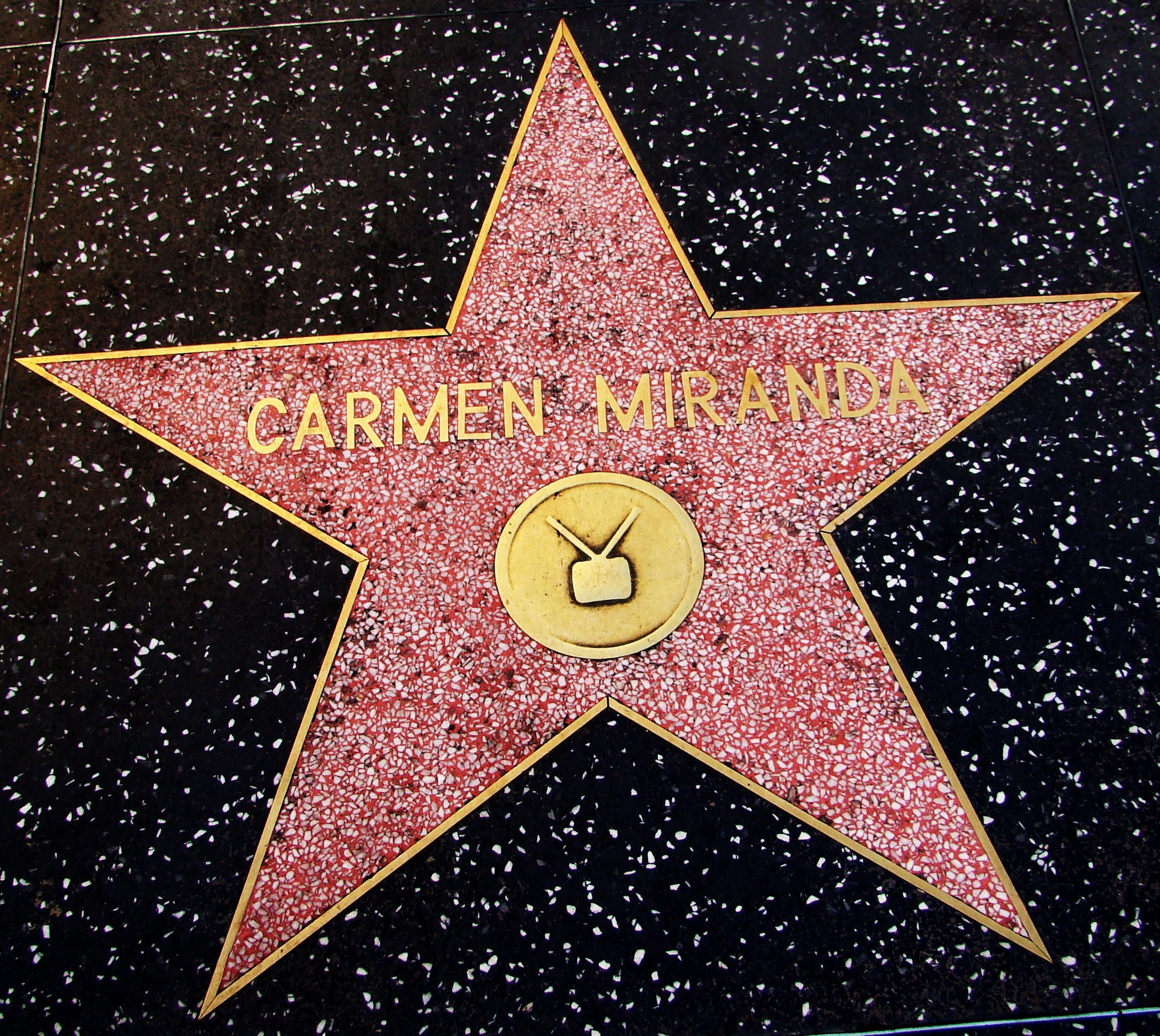
Carmen Mirandas Stern auf dem Hollywood Walk of Fame

1939 ging sie in die USA, um am Broadway ein Gastspiel zu geben. Damals waren südamerikanische Rhythmen beliebt und Bandleader wie Xavier Cugat feierten große Erfolge. Maria do Carmo Miranda da Cunha eroberte sich als Carmen Miranda mit der ihr eigenen Art der Interpretationen in der Revue Streets of Paris ein Publikum und auf dem Höhepunkt ihres Erfolges gab ihr die Firma 20th Century Fox einen Vertrag als Schauspielerin. Bereits ihr erster Filmauftritt in Galopp ins Glück, in dem sie eine relativ kurze Revuenummer hatte, machte aus Miranda eine beliebte Darstellerin in Musicals. Meist wurde sie als temperamentvolle Südamerikanerin eingesetzt und ihr Kopfschmuck aus Obst trug ihr den Titel „The Lady in the Tutti-Frutti Hat“ ein. Sie trat meist neben Stars wie Betty Grable oder Alice Faye auf und stahl mit ihrer überdrehten Darstellung, weshalb sie auch als „Brazilian Bombshell“ bekannt wurde, den etablierten Stars oft die Schau.
Den Höhepunkt ihrer Karriere hatte sie 1943 in dem Film The Gang’s All Here, der eine der bizarrsten Choreographien von Busby Berkeley überhaupt enthält. 1946 galt sie als eine der bestverdienenden Schauspielerinnen Hollywoods. Mit dem Ende des Krieges endete auch Mirandas Karriere rasch. Sie wirkte unter anderem noch neben Elizabeth Taylor in Wirbel um Judy mit und beendete ihre Filmlaufbahn Anfang der 1950er an der Seite des Komikerduos Jerry Lewis und Dean Martin in Starr vor Angst. Durch ihre Stimme, ihre Bühnenpräsenz und ihre exotischen Kostüme wurde sie schnell zu einem Mythos. Miranda, die 1947 David Alfred Sebastian heiratete, konzentrierte sich in den Folgejahren auf Auftritte in verschiedenen Ländern auf der ganzen Welt, ohne je in ihrem Heimatland Portugal ein Konzert gegeben zu haben.
Am 4. August 1955 erlitt Carmen Miranda während einer Folge der Jimmy Durante Show einen leichten Herzinfarkt. Sie beendete die Show, starb aber am nächsten Morgen an einem zweiten Herzinfarkt. Carmen Miranda wurde auf dem Friedhof São João Batista in Rio de Janeiro beerdigt. Ihr gesamter Nachlass wurde dem Museu Carmen Miranda in Rio de Janeiro vermacht, das 1976 eröffnet wurde. Die prämierte Dokumentation Bananas Is My Business von Helena Solberg gibt einen Einblick in ihr Leben.
Im Jahr 1998, 43 Jahre nach Mirandas Tod, wurde die Kreuzung Hollywood Boulevard und Orange Drive in Carmen-Miranda-Platz umbenannt.
Carmen Miranda hatte eine sechs Jahre jüngere Schwester, Aurora Miranda, die auch Sängerin und Schauspielerin war. Sie war vor allem in Südamerika bekannt, trat aber auch in dem Walt-Disney-Film Drei Caballeros als brasilianische Sängerin aus Salvador/Bahia auf.

## Filmografie
- 1933: A Voz do Carnaval
- 1935: Alô, Alô, Brasil
- 1935: Estudantes
- 1936: Alô, Alô, Carnaval
- 1939: Banana da Terra
- 1940: Laranja da China
- 1940: Galopp ins Glück (Down Argentine Way)
- 1940: Carioca/Eine Nacht in Rio (That Night in Rio)
- 1941: Week-End in Havana
- 1942: Frühlingsrausch (Springtime in the Rockies)
- 1943: The Gang’s All Here
- 1944: Greenwich Village
- 1944: Something for the Boys
- 1945: Doll Face
- 1946: If I’m Lucky
- 1947: Copacabana
- 1948: Wirbel um Judy/Rendezvous mit Judith (A Date with Judy)
- 1950: Nancy geht nach Rio (Nancy Goes to Rio)
- 1953: Starr vor Angst (Scared Stiff)

## Auswahl bekannter Interpretationen
- 2×2
- Adeus batucada
- Alô ... alô?
- Boneca de Piche
- Camisa listada
- Chegou a hora da fogueira
- Como vaes você

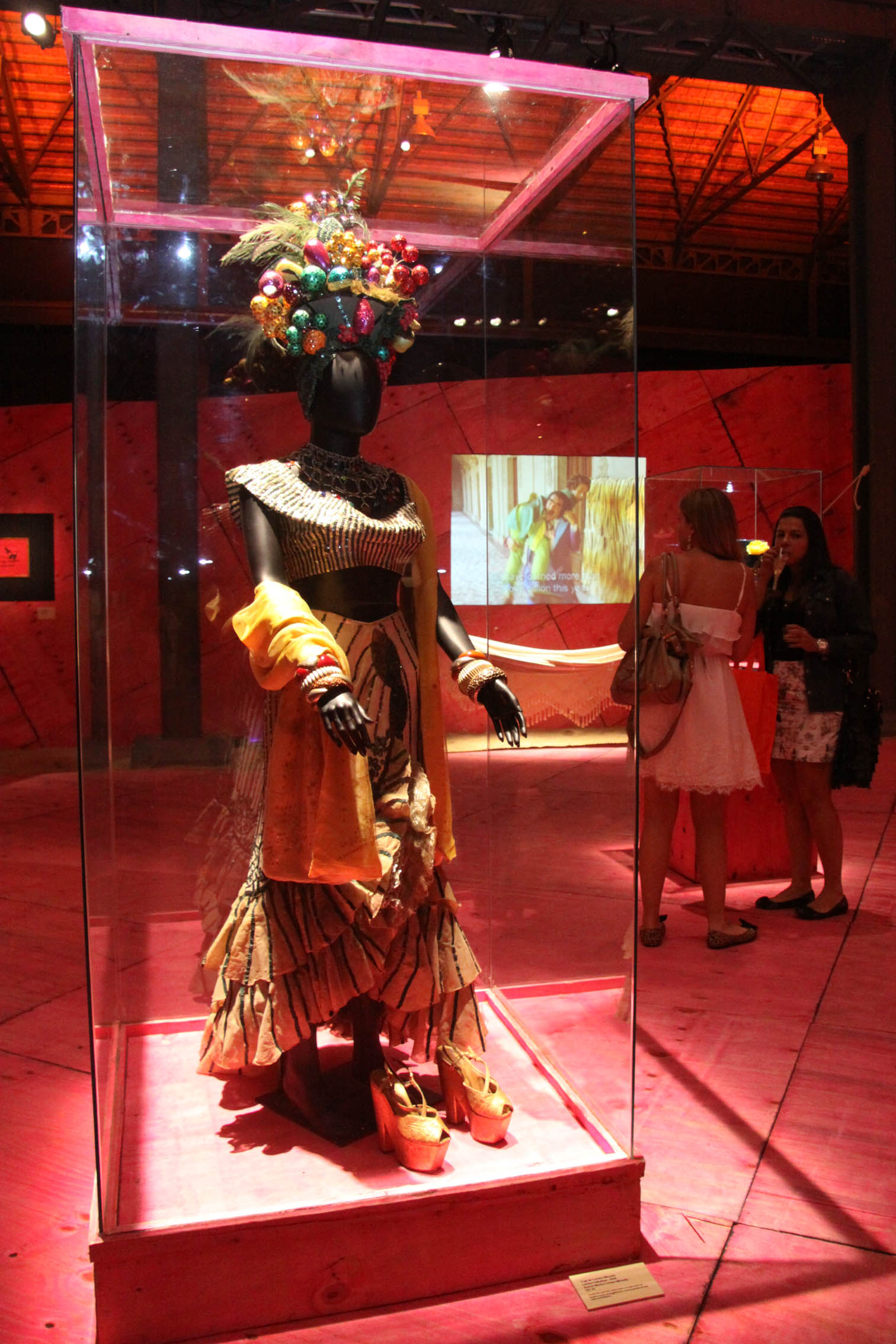
Kleid von Miranda mit typischer Obstbehutung

- Disseram que eu voltei americanizada
- E o mundo não se acabou
- Eu também
- Fez bobagem
- Mamãe eu quero
- Maria boa
- Me dá ... me dá
- Moleque indigesto
- Na batucada da vida
- O que é que a baiana tem?
- Samba rasgado
- South American Way
- Taí (Ta-hí)
- Tico-Tico no Fubá
- Uva de caminhão
- Voltei pro morro